# Parque periurbano La Barrosa

## Geología
En algunos sectores del parque las dunas tienen mucha importancia, aunque el matorral mediterráneo, las acacias y el pinar han contribuido a fijar las arenas.

## Flora
El pinar de La Barrosa está compuesto por ejemplares de pino piñonero (Pinus pinea) de tamaño diverso, algunos con troncos muy retorcidos por efecto de los vientos que soplan en la zona (levantes, ponientes, ábregos ), y vendavales procedentes del mar. El sotobosque está compuesto por un matorral con especies muy diversas que medran en esta zona de clima mediterráneo costero, sin heladas invernales. Entre los arbustos más comunes podemos destacar la coscoja (Quercus coccifera), el bayón (Osyris lanceolata), la romerina (Cistus libanotis), el jaguarzo amarillo (Halimium calycinum), el brezo blanquillo  (Erica scoparia), el rusco (Ruscus aculeatus), el cantueso (Lavandula stoechas) el erguén o jerguén (Calicotome villosa) el labiérnago u olivilla (Phillyrea angustifolia), la jara negra (Cistus salviifolius) la retama (Retama monosperma), el romero (Salvia rosmarinus), el tojo (Ulex australis),la aulaga morisca (Stauracanthus genistoides), el enebro marino (Juniperus macrocarpa), la sabina marina (Juniperus phoenicea subsp. turbinata).
La sabina marina crece en las dunas fijas y en los arenales costeros de Baleares y en las provincias de Alicante, Almería, Cádiz, Huelva, Málaga, Tarragona y Valencia. Florece en febrero y en el parque convive con el enebro marino. Ambas especies están protegidas por ley en algunas comunidades autónomas, aspecto este a tener en cuenta para los visitantes del parque.
Las especies introducidas para fijar las arenas y dunas como las mimosas (Acacia cyanophylla) y los eucaliptos  (Eucalyptus globulus y Eucalyptus gomphocephala) han contribuido a la desaparición del matorral original, eliminando biodervisidad. 

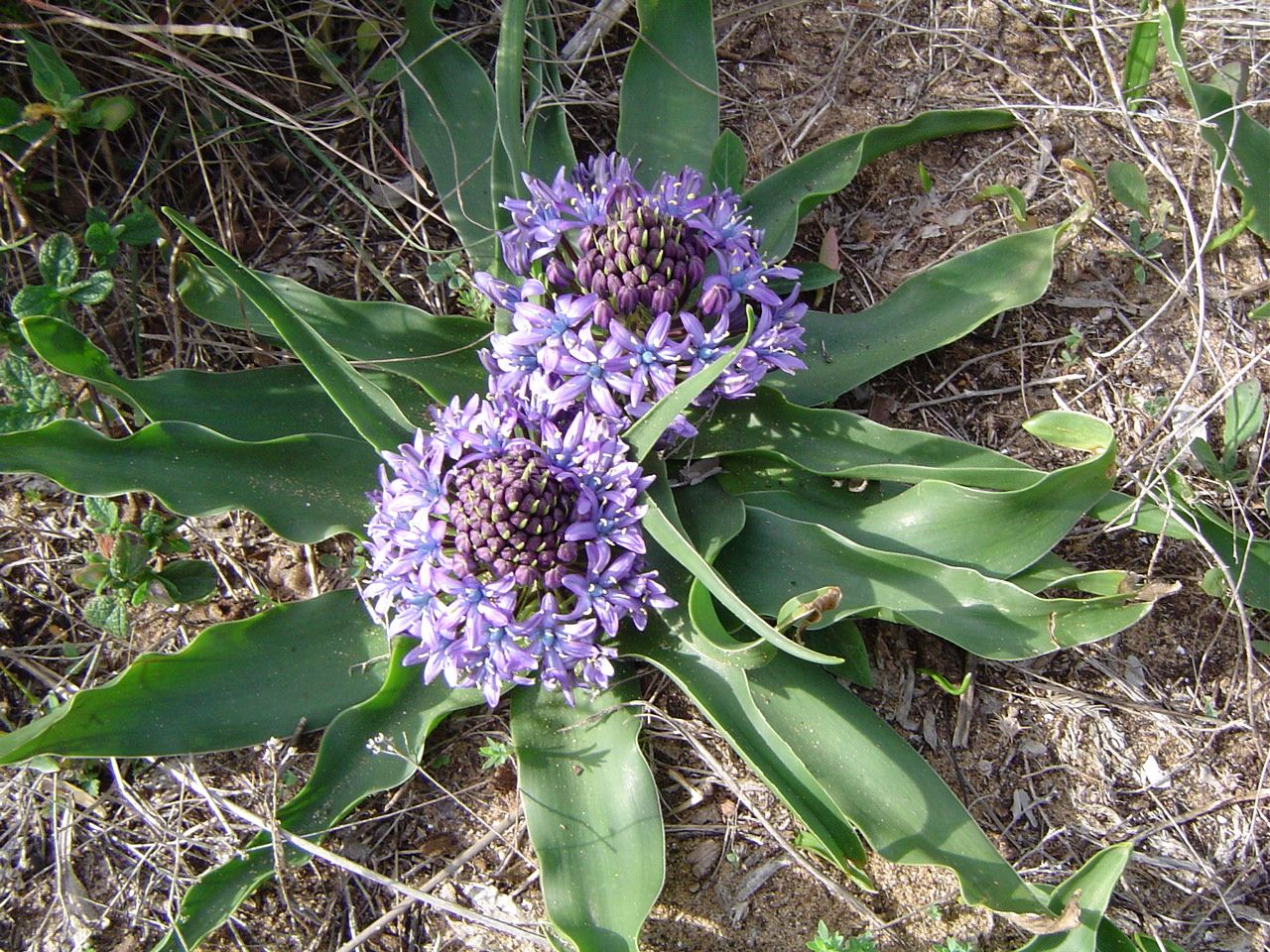
Flor de la corona.

Entre las flores mediterráneas de vivos colores que medran en este parque citaremos algunas de las más llamativas. Así la flor de la corona (Scilla peruviana), que a pesar de su nombre específico no es una planta del Perú, sino del Mediterráneo occidental. De la misma familia de las hiacintáceas , pero mucho más pequeña es Scilla ramburei, que nace en los arenales costeros y llama la atención por sus tres pequeñas hojas, que nacen pegadas a la arena. Las flores azul brillante del muraje (Anagallis monelli) destacan sobre las dunas en la primavera. Calendula suffruticosa con sus flores amarillas destaca sobre la pinaza al principio de la primavera. También podemos encontrar plantas como la argolla (Centaurea sphaerocephala), la lechuguilla dulce (Reichardia gaditana), el ajo (Allium subvillosum), el mastuerzo marítimo (Lobularia maritima), el gordolobo (Verbascum giganteum), la orquídea (Ophrys tenthredinifera),
Anthemis maritima,  Urginea maritima,  Leucojum autumnale y Leucojum trichophyllum.
En los cortados de la playa se pueden observar plantas como el hinojo marino (Crithmum maritimum) o la oruga marítima (Cakile maritima).
Otras flores llegadas de lejos, pero que se han adaptado bien al ecosistema del parque son Oenothera drummondii, planta proveniente de las costas atlánticas de Norteamérica y Arctotheca calendula que procede de Sudáfrica.